# Svatoslav Ton
Svatoslav Ton (ur. 20 października 1978 w Brnie) – czeski lekkoatleta, specjalizujący się w skoku wzwyż.

## Osiągnięcia
- srebrny medal mistrzostw świata juniorów (Sydney 1996)
- 6. miejsce podczas mistrzostw Europy (Monachium 2002)
- 8. lokata na igrzyskach olimpijskich (Ateny 2004)
- 3. miejsce podczas superligi pucharu Europy (Florencja 2005)
- 6. lokata na mistrzostwach Europy (Göteborg 2006)

## Rekordy życiowe
- skok wzwyż – 2,33 (2004)
- skok wzwyż (hala) – 2,33 (2005 & 2006)